# Sông Okavango
Sông Okavango (trước đây là Okovango hoặc Okovanggo) hay sông Cubango, là một con sông ở phía tây nam châu Phi. Đây là hệ thống sông dài thứ tư ở khu vực nam Phi, sông Okavango chảy theo hướng đông nam và dài 1.600 km. Nó bắt nguồn ở Angola, ở đó nó được gọi là sông Rio Cubango trong tiếng Bồ Đào Nha. Xa hơn về phía nam, nó tạo thành một đường biên giới tự nhiên giữa Namibia và Angola, rồi sau đó chảy vào chảy vào Khu bảo tồn Moremi ở Botswana. Trước khi chảy đến Botswana, độ cao của dòng sông hạ xuống thêm 4 m khi chảy qua một loạt thác ghềnh trong đó có thác Popa. Okavango không đổ ra biển, thay vào đó, nó đổ vào một đầm lầy ở sa mạc Kalahari, được gọi là Đồng bằng châu thổ sông Okavango. Vào mùa mưa, nhờ sông Boteti chảy vào đã biến sông Okavango thành một vùng đất ngập nước rộng lớn, nơi hàng chục ngàn con hồng hạc đến và sinh sống mỗi mùa hè. Một phần của dòng sông chảy vào hồ Ngami. Được biết đến bởi đời sống hoang dã, trong lưu vực sông Okavango có Khu bảo tồn Moremi của Botswana. Trong thời đại Kỉ Băng Hà, một phần của Kalahari đã từng là một hồ nước khổng lồ, được gọi là Hồ Makgadikgadi. Hiện nay, sông Okavango là một trong những nhánh lớn nhất chảy vào hồ này.